# Vuk Stefanović Karadžić
Vuk Stefanović Karadžić (no alfabeto cirílico: Вук Стефановић Караџић, transl. Vuk Stefanóvitch Karadjítch) (7 de novembro de 1787 — Viena, 7 de fevereiro de 1864) foi um linguista sérvio, principal reformador da língua sérvia.

## Vida
Karadžić nasceu na aldeia de Tršić, próximo a Loznica, na Sérvia, então parte do Império Otomano. Como um dos principais filologistas de seu tempo, Karadžić reformou o idioma sérvio e padronizou o alfabeto cirílico sérvio, através dos princípios estritamente fonêmicos do modelo alemão.
As reformas do idioma sérvio feitas por Karadžić o modernizaram, afastando-o do eslavônico eclesiástico sérvio e russo, trazendo-o para perto da fala do povo, e, mais especificamente, para o dialeto da Herzegovina oriental, que ele falava. Karadžić foi, juntamente com Đuro Daničić, o principal signatário sérvio no Acordo de Viena de 1850, que, com o apoio das autoridades austríacas, fizeram os alicerces da língua sérvia, e das várias formas do eslavo que são utilizadas hoje em dia na Sérvia, em Montenegro, na Bósnia e Herzegovina e na Croácia. Karadžic traduziu o Novo Testamento para o idioma sérvio, e publicou-o em 1868.

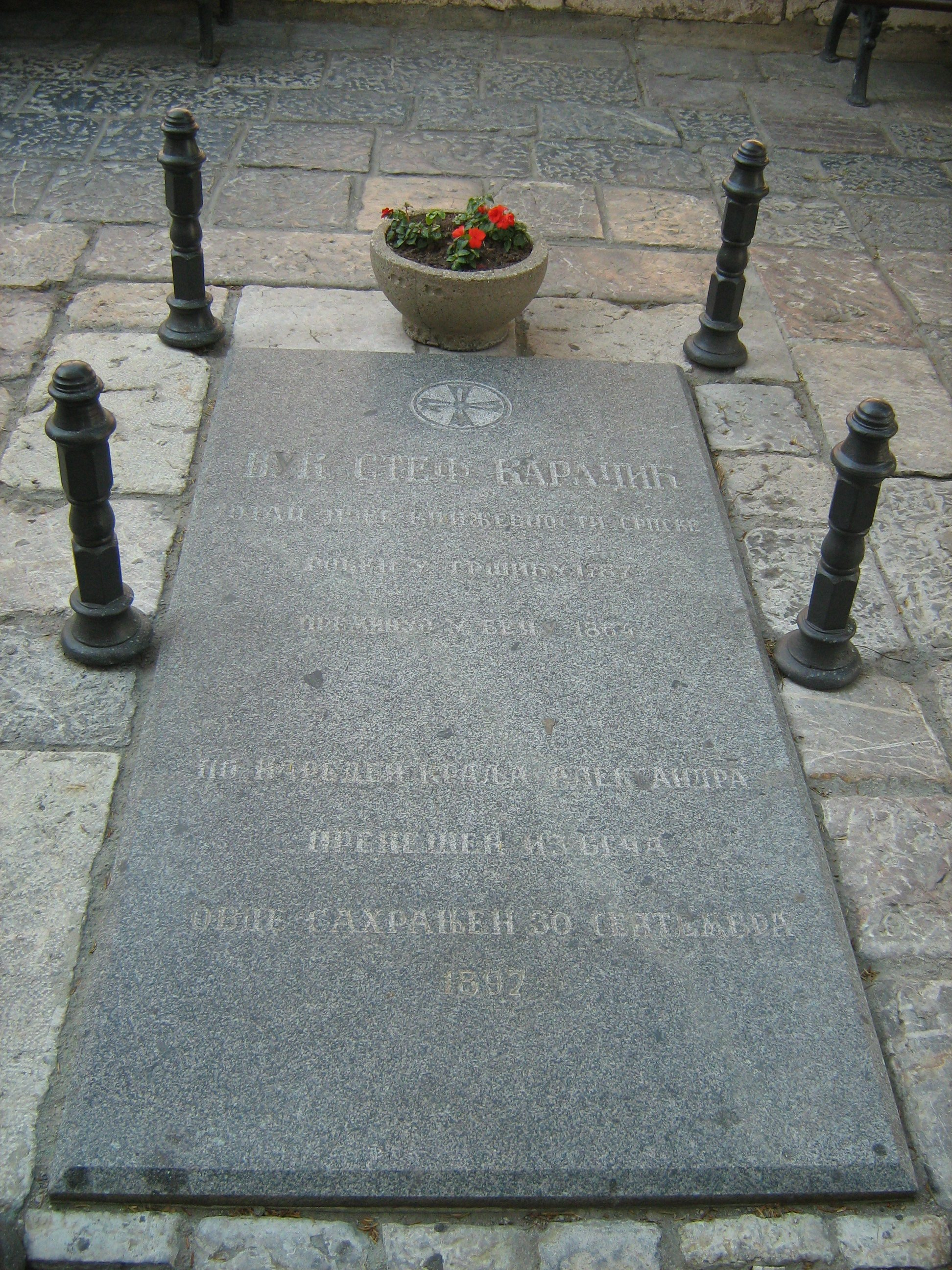
Sepultura de Vuk Karadžić em Belgrado.

Além destas reformas linguísticas, também fez grandes composições à literatura folclórica, utilizando como base a cultura camponesa. Devido à sua criação campônia, foi sempre associado com a literatura oral dos camponeses, e a compilou para seu uso em coleções de canções, contos e provérbios. Embora não considerasse a vida dos camponeses como romântica, ele a via como parte integral da cultura sérvia. Reuniu diversos volumes de prosa e poesia folclórica, incluindo um livro com mais de cem canções líricas e épicas que ele havia aprendido quando criança, e anotado de memória. Também publicou o primeiro dicionário do sérvio vernáculo. Apesar de todo o esforço, recebeu pouquíssima ajuda financeira, tendo passado por períodos de extrema pobreza. Morreu em Viena, no ano de 1864. Foi sepultado no Cemitério de São Marcos em Viena. Em 1897 seus restos mortais foram trasladados para Belgrado e enterrados na histórica Catedral de São Miguel no centro da cidade, defronte à sepultura do filósofo sérvio Dositej Obradović.

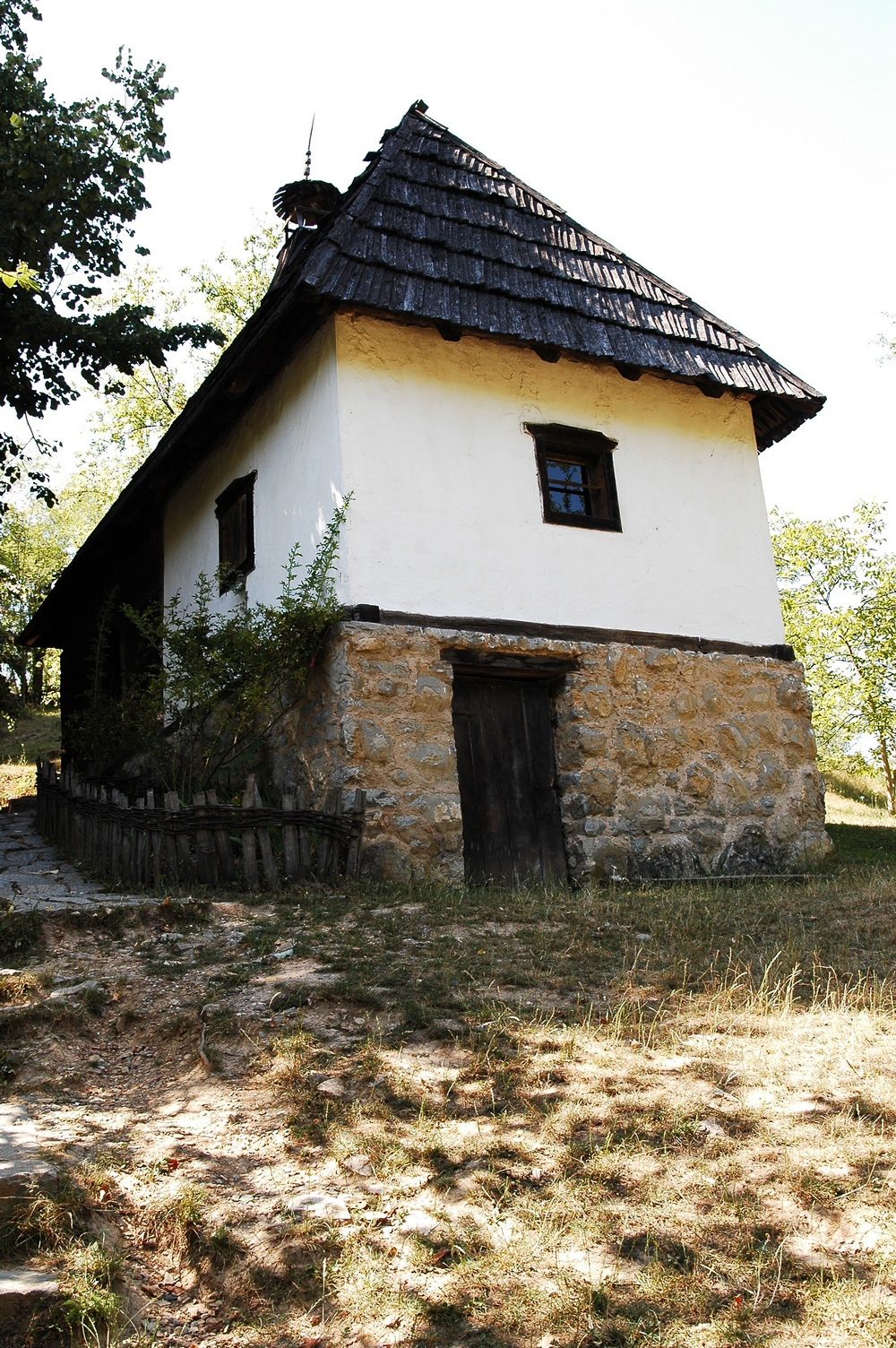
Casa de Vuk Karadžić hoje em dia, transformada em museu na aldeia de Tršić.

## Obras principais
- Mala prostonarodna slaveno-serbska pesnarica, Viena, 1814
- Pismenica serbskoga jezika, Viena, 1814
- Narodna srbska pjesnarica II, Viena, 1815
- Srpski rječnik istolkovan njemačkim i latinskim riječma (Dicionário Sérvio, paralelo com palavras alemãs e latinas), Viena, 1818
- Narodne srpske pripovjetke, Viena, 1821, supplemented edition, 1853
- Narodne srpske pjesme I-V, Vienna and Leipzig, 1823–1864
- Luke Milovanova Opit nastavlenja k Srbskoj sličnorečnosti i slogomjerju ili prosodii, Viena, 1823
- Mala srpska gramatika, Leipzig, 1824
- Žizni i podvigi Knjaza Miloša Obrenovića, Saint Petersburg, 1825
- Danica I-V, Viena, 1826–1834
- Žitije Đorđa Arsenijevića, Emanuela, Buda, 1827
- Miloš Obrenović, knjaz Srbije ili gradja za srpsku istoriju našega vremena, Buda, 1828
- Narodne srpske poslovice i druge različne, kao i one u običaj uzete riječi, Cetinje, 1836
- Montenegro und die Montenegriner: ein Beitrag zur Kenntnis der europäischen Türkei und des serbischen Volkes, Stuttgart and Tübingen, 1837[4]
- Pisma Platonu Atanackoviću, Viena, 1845
- Kovčežić za istoriju, jezik i običaje Srba sva tri zakona ("Um Caso de História, Língua e Tradições dos Sérvios de todos os três Credos"), Viena, 1849
- Primeri Srpsko-slovenskog jezika, Viena, 1857
- Praviteljstvujušči sovjet serbski za vremena Kara-Đorđijeva, Viena, 1860
- Srpske narodne pjesme iz Hercegovine, Viena, 1866
- Život i običaji naroda srpskog, Viena, 1867
- Nemačko srpski rečnik, Viena, 1872
- Sunce se djevojkom ženi

Traduções:
- Novo Testamento, Viena, 1847